# Rata espinosa de Tomes
La rata espinosa de Tomes (Proechimys semispinosus) és una espècie de rosegador de la família de les rates espinoses. Viu a Colòmbia, Costa Rica, l'Equador, Hondures, Nicaragua i Panamà. Es tracta d'un animal nocturn i solitari. El seu hàbitat natural són els boscos primaris i secundaris de plana. El seu entorn està afectat per la desforestació.
Aquest tàxon fou anomenat en honor del granger i zoòleg britànic Robert Fisher Tomes.